# Smit (achternaam)
Smit is een Nederlandse achternaam die uit het beroep smid is voortgekomen.
Bekende personen met deze naam zijn:

## Bekende personen
- Telgen uit de familie Smit, een geslacht van reders, scheepsbouwers en industriëlen, waaronder:
  - Fop Smit, reder
  - Arie Smit, politicus en scheepsbouwer
  - Willem Smit, industrieel

### Overige Nederlandse personen
- Aernout Smit, kunstschilder
- Arjan Smit, schaatser
- Alexander Smit, honkbalspeler
- Alexander Smit, spiritueel leraar
- Alexander M. Smit, schrijver
- Arvid Smit, voetballer
- Bas Smit, ondernemer
- Ben Smit, architect
- Carola Smit, zangeres
- Cor Smit, revue-artieste en zangeres
- Cor Smit, voetballer
- Floortje Smit, zangeres
- Floortje Smit, journaliste
- Gabriël Smit, dichter
- Ger Smit, acteur
- Gretha Smit, schaatsster
- Hans Smit, presentator
- Hans Smit, skateboarder
- Jacqueline Smit, pianiste
- Jan Smit, zanger
- Jan Smit, natuurkundige
- Jan Smit, paleontoloog
- Jan Smit, verzetsstrijder tijdens de Tweede Wereldoorlog
- Jan Smit, voorzitter van voetbalclub Heracles Almelo
- Jenita Hulzebosch-Smit, schaatsster
- Jennifer Smit, atlete
- Jennifer Smit, kunsthistoricus
- Joke Smit, feministe
- J.P.W.A. Smit, rijksarchivaris in Noord-Brabant
- Kick Smit, voetballer
- Leo Smit, componist
- Mabel Wisse Smit, prinses en econome
- Maaike Smit, rolstoeltennisster
- Michiel Smit, politicus
- Minouche Smit, zwemster
- Monique Smit, zangeres
- Paulette Smit, actrice
- Peter Smit, kinderboekenschrijver
- Peter Smit, kickbokser, thaibokser en karateka
- Piet Smit, burgemeester
- Pieter Jan Smit, filmmaker
- Sylvia Smit, voetbalster
- Theo Smit, wielrenner
- Theo M. Smit, scheikundige
- Willem Smit (1946), ondernemer
- Wisse Alfred Pierre Smit, dichter en literatuurhistoricus

### Personen (deels) uit andere landen
- Arie Jan Haagen-Smit, Nederlands-Amerikaans scheikundige
- Christian Reus-Smit, Australisch hoogleraar internationale verhoudingen
- Nicolaas Smit, Zuid-Afrikaans generaal
- Tim Smit, Nederlands-Brits archeoloog, muziekproducent en ondernemer
- Willem Smit, Surinaams politicus